# Портула
Портула (італ. Portula, п'єм. Pòrtola) — муніципалітет в Італії, у регіоні П'ємонт,  провінція Б'єлла.
Портула розташована на відстані близько 550 км на північний захід від Рима, 80 км на північний схід від Турина, 16 км на північний схід від Б'єлли.
Населення — 1296 осіб (2014).

## Демографія
Населення за роками:

Станом на 1 січня 2023 року в муніципалітеті офіційно проживав 51 іноземець з 13 країн, серед них 7 громадян країн Євросоюзу та 10 громадян України.

## Сусідні муніципалітети
- Каприле
- Коджола
- Прай
- Триверо